# Norman Bergamelli
Norman Bergamelli (ur. 21 października 1971 w Alzano Lombardo) – włoski narciarz alpejski, srebrny medalista mistrzostw świata juniorów.

## Kariera
Po raz pierwszy na arenie międzynarodowej Norman Bergamelli pojawił się w 1989 roku, kiedy wystąpił na mistrzostwach świata juniorów w Aleyska. Zajął tam między innymi trzynaste miejsce w supergigancie oraz osiemnaste w gigancie. Na rozgrywanych rok później mistrzostwach świata juniorów w Zinal wywalczył srebrny medal w supergigancie, rozdzielając na podium Dwóch Norwegów: Kjetila André Aamodta oraz Lasse Kjusa.
W zawodach Pucharu Świata zadebiutował 19 grudnia 1993 roku w Alta Badia, zajmując 20. miejsce w gigancie. Tym samym już w swoim debiucie wywalczył pierwsze pucharowe punkty. Nigdy nie stanął na podium zawodów pucharowych; najwyższe lokaty uzyskał 8 stycznia w Kranjskiej Gorze i 6 marca 1994 roku w Aspen, gdzie zajmował siedemnaste miejsce w gigancie. Najlepsze wyniki osiągał w sezonie 1993/1994, kiedy zajął 91. miejsce w klasyfikacji generalnej.
Nigdy nie wystartował na mistrzostwach świata. W 1994 roku wziął za to udział w igrzyskach olimpijskich w Lillehammer, gdzie zajął szóste miejsce w gigancie, a rywalizacji w slalomie nie ukończył. Dwukrotnie zdobywał medale mistrzostw Włoch, złoty w gigancie i srebrny w slalomie w 1994 roku.
Jego bracia Sergio, Giancarlo i Thomas również uprawiali narciarstwo alpejskie.

## Osiągnięcia

### Igrzyska olimpijskie
| Miejsce | Dzień     | Rok  | Miejscowość | Konkurencja | Czas biegu  | Strata  | Zwycięzca            |
| ------- | --------- | ---- | ----------- | ----------- | ----------- | ------- | -------------------- |
| 6.      | 23 lutego | 1994 | Lillehammer | Gigant      | 2:52,46 min | +0,64 s | Markus Wasmeier      |
| DNF     | 27 lutego | 1994 | Lillehammer | Slalom      | 2:02,02 min | –       | Thomas Stangassinger |

### Mistrzostwa świata juniorów
| Miejsce | Dzień      | Rok  | Miejscowość | Konkurencja | Czas biegu  | Strata  | Zwycięzca           |
| ------- | ---------- | ---- | ----------- | ----------- | ----------- | ------- | ------------------- |
| 13.     | 6 kwietnia | 1989 | Aleyska     | Supergigant | 1:17,59 min | +2,06 s | Tommy Moe           |
| 18.     | 7 kwietnia | 1989 | Aleyska     | Gigant      | 2:17,20 min | +5,23 s | Jeremy Nobis        |
| 25.     | 8 kwietnia | 1989 | Aleyska     | Slalom      | 1:39,32 min | +7,24 s | Sergio Bergamelli   |
| 2.      | 22 marca   | 1990 | Zinal       | Supergigant | 1:24,30 min | +1,13 s | Kjetil André Aamodt |

### Puchar Świata

#### Miejsca w klasyfikacji generalnej
- sezon 1993/1994: 91.
- sezon 1994/1995: 96.

#### Miejsca na podium w zawodach
Bergamelli nigdy nie stanął na podium zawodów PŚ.